# 가지 않은 길 (시)
가지 않은 길 ( The Road Not Taken ) 은 로버트 프로스트가 쓴 이야기 시이다. 이 시는 1915년 8월에 월간지 <아틀란틱> 최초로 실렸으며 1916년 시집 < 마운틴 인터벌>에 처음 실렸다.   주요 내용은 두 개의 길이 모두 문자적으로나 비유적으로 갈라지는 데, 그 해석은 복잡하면서도 다양하다.  

## 내용[1]
노란 숲속에 두 개의 길이 갈라져 있었지,
나는 한 여행자여서
둘 다 갈 수 없는 것을 아쉬워하면서
오래 서서 볼 수 있는 한 멀리 나는 한 쪽 길을 내려다 보았지
그것이 덤불 속으로 궆이 사라지는 곳까지;

그리고난뒤 똑같이 아름다운 다른 길을 택했어,
아마 더 나은 조건을 가진 듯해서였지,
그 길은 풀이 무성하고 닳은 자취가 없었기에,
비록 거기를 지나다니는 것이
실은 거의 똑같이 그들을 닳도록 했겠지만서도

그 날 아침 두 길은 똑같이 놓여있었지
밟아 검게 된 적이 없었던 낙엽들 속에서.
아, 나는 첫 길을 다른 날을 위해 남겨 두었지!
어떻게 길이 계속 길로 이어지는지 알기에,
나는 내가 다시 돌아오지 못할 것으로 생각했지만.

난 한숨을 쉬며 이렇게 말하고 있을 거야
그로부터 오랜 세월이 흘러간 뒤 어디에선가:
숲속에 두 개의 길이 갈라져 있었고, 그래서 나는-
사람이 덜 다닌 길을 택했고,
그리고 그것이 모든 것을 달라지게 했다고.  
1. ↑  “네이버 블로그”. 《한선생의 독서력 문해력 열린사고 지혜의 오솔길》. 12/18/2023.